# Kauan on kärsitty
Kauan on kärsitty är en finländsk marschsång från rysk-turkiska kriget 1877–1878. Sången behandlar Finska gardet, som bland annat deltog under slaget vid Gorni Dbnik. Textförfattare och kompositör är okända. Alternativa titlar är Oi kallis kotimaa, Hurraa nyt komppania kotiamme kohti och Suomen kaartin paluumarssi.

## Inspelningar (urval)
- Toivo Louko & Simon Parmet, 1929
- Theodor Weissman & Homocord-orkestern, 1929
- Tapio Rautavaara & Jaakko Borg med orkester, 1967
- Sakari Kukko & Piirpauke